# Machel Cedenio
Machel Cedenio (Point Fortin, 6 de setembro de 1995) é um velocista trinitino, campeão mundial e pan-americano no revezamento 4x400 m. 
Conquistou o ouro mundial em Londres 2017 e outra medalha de ouro nos Jogos Pan-americanos de 2015 em Toronto. Foi campeão mundial júnior dos 400 m rasos no Campeonato Mundial Júnior de Atletismo de 2014 em Eugene, nos Estados Unidos.